# Gyula Hefty
Gyula Andor Hefty (wym. [ɟulɒ ɒndor hɛfc]), także Julius Andreas Hefty (ur. 14 lutego 1888 w Bratysławie, zm. 3 grudnia 1957 w Budapeszcie) – węgierski taternik, narciarz, działacz turystyczny i profesor szkoły handlowej w Kieżmarku.
Gyula Hefty miał szwajcarskie korzenie, jego rodzina przybyła na Węgry ze Szwajcarii. Czynnym taternikiem był w latach 1908–1923. W 1911 roku przeprowadził się do Kieżmarku, gdzie mieszkał przez kolejne 25 lat. W tym czasie prowadził ożywioną działalność turystyczną – najpierw w węgierskim MKE, a potem w niemieckim KV. Działał także w dziedzinie przewodnictwa tatrzańskiego (szkolenie przewodników), ratownictwa i narciarstwa. Był redaktorem wielu pism turystycznych: Turistaság és Alpinizmus, Karpathen-Post (od 1916 roku), Turistik und Alpinismus (1918–1923) i jego kontynuacji Turistik, Alpinismus, Wintersport (1924–1933). Wraz z Jánosem Vigyázó napisał jeden z najobszerniejszych przewodników tatrzańskich, który został wydany pod tytułem A Magas Tátra részletes kalauza. W 1922 roku wydana została okrojona, niemiecka wersja tegoż przewodnika opatrzona tytułem Die Hohe Tatra, Ausführlicher Führer. W 1936 roku wyprowadził się z Kieżmarku i zamieszkał w Budapeszcie, gdzie przebywał aż do śmierci.

## Ważniejsze tatrzańskie osiągnięcia wspinaczkowe
- pierwsze wejście zimowe na Kościołek, wraz z Siegfriedem Neumannem,
- pierwsze wejście zimowe na Zadni Gerlach, wraz z Gyulą Komarnickim,
- pierwsze wejście zimowe na Jaworowy Szczyt, wraz z Komarnickim,
- pierwsze wejście zimowe na Mały Jaworowy Szczyt, wraz z Istvánem Lauferem,
- pierwsze wejście zimowe na Hruby Wierch, m.in. wraz z Rokfalusym,
- pierwsze przejście zimowe fragmentu Grani Soliska, wraz z Rokfalusym,
- pierwsze wejście zimowe na Graniastą Turnię, wraz z Komarnickim,
- pierwsze przejście zimowe Walowego Żlebu, wraz z Komarnickim,
- pierwsze wejście zimowe na Mały Kościół, wraz z Komarnickim,
- pierwsze wejście zimowe na Modrą Turnię, wraz z Rokfalusym,
- pierwsze wejście zimowe na Czerwoną Turnię, wraz z Rokfalusym,
- pierwsze wejście zimowe na oba wierzchołki Kopy Popradzkiej, wraz z Komarnickim.